# Dacia D33
De Dacia D33 was een prototype van een nieuwe model dat de Roemeense autofabrikant Dacia rond de eeuwwisseling op de markt wilde brengen. De auto werd ontworpen door Dacia-ingenieurs in samenwerking met het Italiaanse designbureau I.DE.A Institute en zou aangedreven worden door Hyundai-motoren. Door de overname van Dacia door Renault is het model er nooit gekomen.

## Geschiedenis
Na 1990, met de liberalisering van de automarkt in Roemenië, was de Dacia 1310 een sterk verouderd model geworden. Dat was eigenlijk al in de jaren 80 het geval, maar toen waren er geen concurrenten behalve auto's die in Oost-Europa geproduceerd werden. De verkoopcijfers, hoewel nog steeds goed, liepen terug door de import van Westerse tweedehands- en nieuwe auto's. De lancering van de Dacia Nova in 1995 was geen succes, vooral omdat de werkzaamheden aan het model al in 1983 begonnen waren en de Nova er al verouderd uitzag nog voor het eerste exemplaar de fabriek verliet. Bovendien kende de Nova veel kwaliteitsproblemen.
Door al deze problemen konden de modellen van Dacia niet langer concurreren met buitenlandse automerken en stond de export op een laag pitje. In Oost-Europa waren modellen zoals de Tsjecho-Slowaakse Skoda Favorit uit 1987, de Sovjetrussische Moskvitsj 2141 uit 1986 of de Joegoslavische Yugo Sana uit 1988 in veel opzichten superieur qua design, kwaliteit en prestaties. In Roemenië was Daewoo volop bezig met het overnemen en moderniseren van de Oltcit-fabriek in Craiova en kreeg Dacia op de binnenlandse markt forse concurrentie van modellen zoals de Daewoo Cielo en Daewoo Espero.
Om te kunnen overleven had Dacia een volledig nieuw model nodig dat zowel de Nova als de 1310 kon vervangen, maar dat net als zijn voorgangers aan de behoeften van de binnenlandse markt kon voldoen. In 1997 nam Dacia daarom het Turijnse designbureau I.DE.A Institute onder de arm. Samen met Roemeense ingenieurs van Dacia ontwikkelden de Italiaanse ontwerpers de D33, een prototype van een compacte vierdeurs sedan met plaats voor vijf passagiers. Om winstgevend te zijn moest het nieuwe model zowel in Roemenië als op de West-Europese markt kunnen verkocht worden. Daarom kreeg de D33 een modern ogende carrosserie en was de wagen voorzien van allerlei (naar Roemeense normen) geavanceerde technologische innovaties zoals ABS, airbags, stuurbekrachtiging, centrale deurvergrendeling, stereoradio en vele andere opties die tot de standaarduitrusting van de meeste toenmalige Westerse auto's behoorden.

## Motoren
De D33 zou aangedreven worden door benzinemotoren van 1400 en 1600 cc met een vermogen variërend van 59 kW (80 pk) tot 74 kW (100 pk), goed voor een topsnelheid van meer dan 180 km/u. De motoren hadden vier kleppen per cilinder, een multipoint injectiesysteem en waren uitgerust met een katalysator, wat verplicht was in West-Europa. Er zou ook een turbodieselmotor voorzien worden, maar daar zijn nooit specificaties van gepubliceerd.

## Carrosserie
Het prototype was een vierdeurs sedan. De afmetingen plaatsten het model in de compacte middenklasse. Volgens de toenmalige autopers zou er ook een stationwagen, hatchback en utility-versie uitgebracht worden.

## Einde van de D33
Na de overname van Dacia door Renault in 1999, precies in het jaar waarin de D33 gelanceerd zou worden, werd het project geschrapt. Waarschijnlijk vond Renault het niet rendabel om te investeren in dit model en zag men meer heil in de modernisering van de Nova, wat resulteerde in de SupeRNova. Bovendien zou voor de introductie van het nieuwe model een serieuze re-engineering van de fabriek nodig geweest zijn.
Het prototype van de D33 bevindt zich in een magazijn van de Dacia-fabriek in Mioveni.